# Le Rendez-vous des dupes
Pour plus de détails, voir Fiche technique et Distribution.
Le Rendez-vous des dupes (Fool's Parade) est un film américain réalisé par Andrew V. McLaglen, sorti en 1971.

## Synopsis
Trois détenus sont libérés de la prison de Glory (Virginie-Occidentale), et l'un d'entre eux a amassé un pécule de plus de 25 000 $ par ses 40 années de travail au sein du pénitencier. Ils décident d'ouvrir un magasin dans la ville voisine, mais le banquier, de mèche avec un des gardiens, ne l'entend pas de cette oreille.

## Fiche technique
- Titre original : Fools' Parade
- Titre français : Le Rendez-vous des dupes
- Réalisation : Andrew V. McLaglen
- Scénario : James Lee Barrett, d'après le roman Fool's Parade de Davis Grubb
- Direction artistique : Alfred Sweeney
- Décors : Marvin March
- Costumes : Guy C. Verhille
- Photographie : Harry Stradling Jr.
- Son : Al Overton Jr., Arthur Piantadosi
- Montage : David Bretherton, Robert L. Simpson
- Musique : Henry Vars
- Production associée : Harry Bernsen
- Production : Andrew V. McLaglen, James Lee Barrett
- Société de production : Stanmore Productions, Penbar Productions, Columbia Pictures
- Société de distribution : Columbia Pictures
- Pays d'origine :  États-Unis
- Langue originale : anglais
- Format : couleur (Eastmancolor) — 35 mm — 1,85:1 — son Mono
- Genre : Comédie dramatique
- Durée : 98 minutes
- Dates de sortie : 
  - États-Unis : juillet 1971
  - France : septembre 1972

## Distribution
- James Stewart : Mattie Appleyard
- George Kennedy : "Doc" Council
- Anne Baxter : Cleo
- Strother Martin : Lee Cottrill
- Kurt Russell : Johnny Jesus
- William Windom : Roy K. Sizemore
- Mike Kellin : Steve Mystic
- Katherine Cannon : Chanty
- Morgan Paull : Junior Kilfong
- Robert Donner : Willis Hubbard
- David Huddleston : Homer Grindstaff
- Dort Clark : Enoch Purdy
- James Lee Barrett : Sonny Boy